# Windows Media Video
Windows Media Video (WMV) is een videocodec van Microsoft. Windows Media Video is de generieke naam voor de videocodectechnologie zoals die door Microsoft ontwikkeld is voor Windows Media Framework.
Een WMV-bestand is vaak ingekapseld in het ASF-containerformaat. De bestandsextensie .wmv beschrijft de ASF-bestanden die de Windows Media Video-codec gebruiken. De audiocodec die gebruikt wordt bij het WMV-formaat is vaak Windows Media Audio, maar in sommige gevallen de inmiddels verouderde Sipro ACELP.net-audiocodec. Microsoft raadt aan om WMV-bestanden met codecs die niet Windows Media zijn de extensie .asf te geven.
In tegenstelling tot populaire formaten als AVI en MPEG kan er bij WMV wel het controversiële DRM toegepast worden.